# Alabama argillacea
Pour les articles homonymes, voir Alabama (homonymie).
Genre
Espèce
Alabama argillacea est une espèce de lépidoptères (papillons) de la famille des Erebidae. Elle est la seule espèce du genre monotypique Alabama.